# Alenquer (Pará)
Alenquer es un municipio brasileño del estado de Pará. Se localiza a una latitud 01º56'30" sur y a una longitud 54º44'18" oeste, estando a una altitud de 52 metros. Su población estimada en 2010 según el Instituto Brasileño de Geografía y Estadística era de 52 714 habitantes. Posee un área de 22.282 km².